# BP-skylten, Stockholm

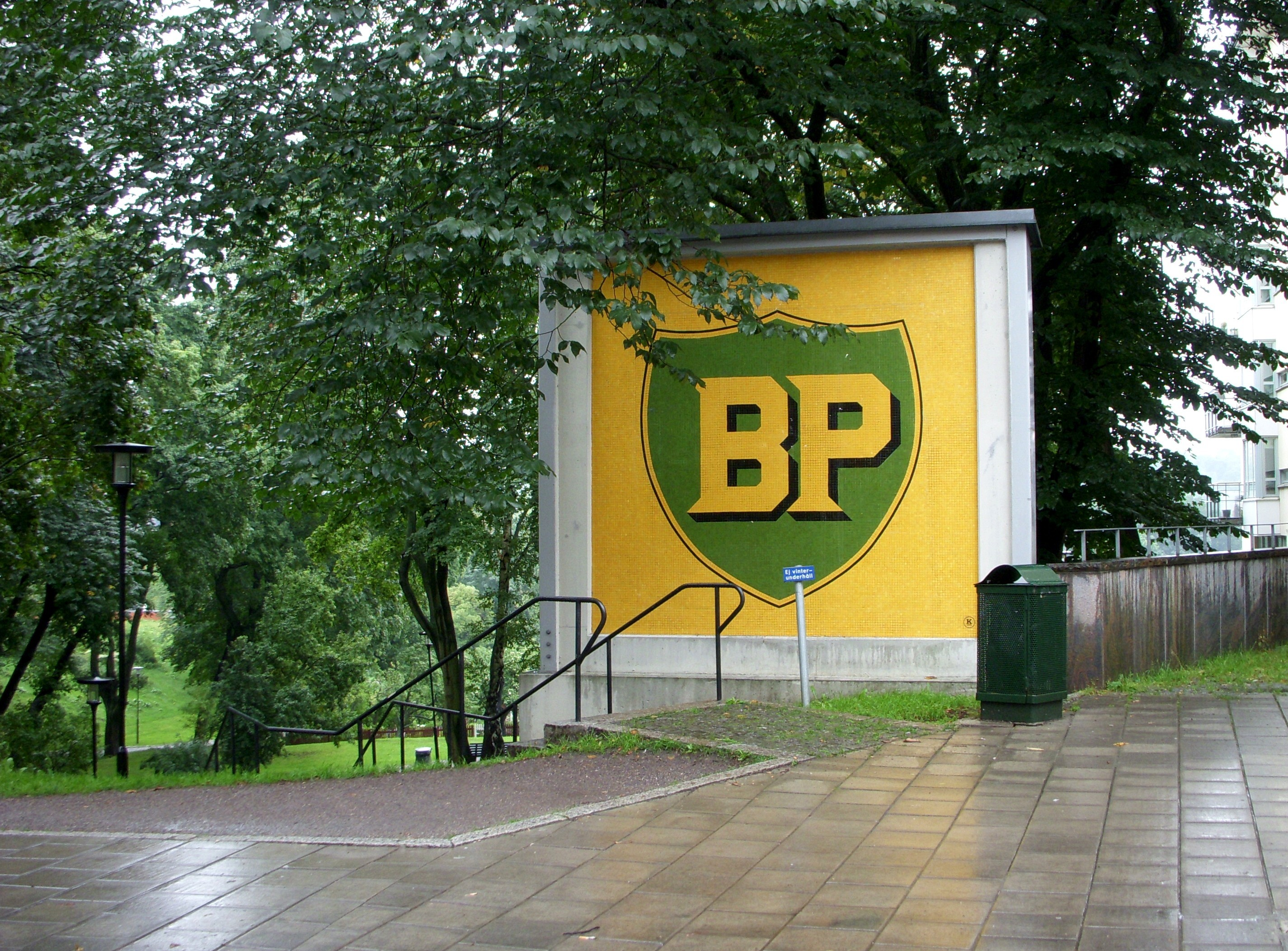
BP-skylten vid Ringvägen i Stockholm.

BP-skylten kallas en gammal reklamskylt som finns kvar vid Ringvägen 94 på Södermalm i Stockholm.
British Petroleums stora skylt är det enda som återstår av den gamla BP-macken vid Ringvägen 94 i Stockholm. Macken uppfördes 1954 och skylten var en del av bensinstationens fasad mot Ringvägen. Den består av 50 000 glasmosaikbitar i grön, gul och svart färg med storlek 20 x 20 millimeter. Mosaikytan har en storlek av 3,20 x 3,10 meter (höjd x bredd). När BP:s svenska bensinstationskedja uppgick i Statoil 1993 fick mosaikreklamen med BP:s logo stå kvar.
År 2000 revs Statoil-macken och ett bostadshus byggdes på platsen. I detaljplanen för området kvarteret Halmen 1 från 1998 fastställdes att: "Mosaiken med BP:s emblem…bör bevaras och kan eventuellt utgöra fasadelement på väl synlig byggnadsdel alternativt placeras som ett fristående skulpturalt element på parkmarken mot Ringvägen."
Skylten renoverades och står nu igen på sin gamla plats intill Eriksdalslunden, den har fått utmärkelsen "Sveriges vackraste väggreklam" och är K-märkt.
BP:s verksamhet i Sverige började 1922 och slutade 1993. Emblemets färgkombination med gul text på grön botten kom 1947. Innan dess var företagets färger blå och vit. Från början utlästes bokstäverna "Best Persian", eftersom bensinen först kom just från Persien. [källa behövs]
Mosaiken utgör bakgrunden till bilderna på omslaget till Carla Jonssons soloskiva Skakad & Rörd som kom ut 1993.